# Mecostiboides
Mecostiboides is een geslacht van rechtvleugeligen uit de familie Lentulidae. De wetenschappelijke naam van dit geslacht is voor het eerst geldig gepubliceerd in 1957 door Dirsh.

## Soorten
Het geslacht Mecostiboides  is monotypisch en omvat slechts de volgende soort:
- Mecostiboides physalus (Karsch, 1896)